# 1美元硬币
1美元硬幣，現行流通的美國硬幣之一，曾先後以黃金、銀和普通金屬鑄造。現時發行的1美元硬幣是薩卡加維亞1元和總統1元，而最早發行的1美元硬幣是於1794年鑄造的「銀元」。
「銀元」這個名稱現常被用來稱呼任何以銀色金屬鑄造的1美元硬幣。可是，一些講究的人並不同意這統稱。美國也曾發行含金的美元硬幣，所以同樣道理，金色金屬鑄造的薩卡加維亞1元和總統1元通常被人歸類為金製的。
雖然美國自1971年以來幾次嘗試以硬幣取代1美元紙鈔的地位，但現時1美元硬幣在美國仍未廣泛流通。反之在許多已開發國家和地区，相近價值的通貨已為硬幣取代，譬如加拿大的1元和2元、英國的50便士、1鎊和2鎊、澳大利亚的1元和2元、中華民國的50元、日本的100元、歐盟的1元等等。以上硬幣能成功廣泛流通，皆因當局不再發行、少量发行，或根本從來沒有相應面額的紙幣。相反在美國，當局沒有終止過發行1元紙幣和它們的流通。而在流通美元作为法定货币的其它国家如厄瓜多尔，1美元硬币流通的广泛程度反而比在美国大得多。

## 美國獨立前的硬幣
在美國獨立戰爭前，很多歐洲國家以及各北美殖民地自行鑄造的硬幣也在北美殖民地自由流通，當中以西班牙在墨西哥或其他殖民地鑄造的銀元（又稱「八片幣」或「八里亞爾」）。美國獨立以後，這些西班牙銀元仍一直在被廣泛使用，而直到1857年前，它們仍是無限法償的美國法定貨幣。
1776年大陸議會計劃製造一種銀幣來取代日益貶值的大陸幣（美國首次發行的紙幣），並鑄造了一些黃銅、白鑞和銀造的樣板，但後來因忙於應付獨立戰爭的開銷，當局最後沒有鑄造流通硬幣。大陸幣的失敗造成官員與民眾對紙鈔的極度不信任。湯瑪斯·傑佛遜（Thomas Jefferson）在信中指出他希望美國政府能避免發行紙鈔，改為鑄造與外來硬幣價值相近的硬幣。

## 早期1元銀幣（1794至1803年）
1792年鑄幣法案批准用銀鑄造1元硬幣，美國鑄幣局便由1794年至1803年鑄造1元銀幣。首批共1758個的1元銀幣在1794年10月15日鑄造，隨即交給鑄幣局長黎頓郝斯（David Rittenhouse）分發予達官貴人作紀念品。之後直到1804年，1元銀幣的鑄造量並不穩定。另外，此時的幣模是由人手雕刻，所以各批硬幣的模樣都有差異。這時期的1元銀幣現已受到收藏家的高度重視，價值不菲。
當時西班牙八里亞爾比美國銀元成色較高，卻有相同面值，所以美國銀元便被運到加勒比海一帶兌換西班牙八里亞爾，再把後者運回美國，可以免費重新鑄成美國銀元，賺取多出的銀塊。這個過程也是「劣幣驅逐良幣」的例子。湯瑪斯·傑佛遜總統為阻止美國銀元不斷外流，下令停止鑄造1元銀幣。

### 1804年銀元
1804年銀元是世上最罕有及聞名的硬幣之一，百多年來貴為「硬幣之王」。它的名氣其實是鑄幣局的工作人員記錄出錯而導致。美國國務院在1834年要求鑄幣局鑄造一些現行流通的硬幣來送給亞洲各國元首，鑄幣局的工作人員知道1804年是最後一年發行1元銀幣，便重新鑄造刻上1804年的1元銀幣。可是他們不知道1804年發行的1元硬幣其實是在刻上1803年的，而根本沒有刻上1804年的1元銀幣。（19世紀初，幣模相當昂貴，因此會一直用到完全損耗為止，所以刻上一年度的硬幣在下年度可能被繼續鑄造。）現時存世的1804年銀元只有15枚。在1999年的拍賣會上，其中1枚的成交價超過400萬美元。

## 坐姿自由女神銀元（1840至1873年）
坐姿自由女神銀元於1840年發行，正面刻有持盾的自由女神，背面刻有抓住橄欖枝和箭的禿鷹。1853年前曾廣泛流通，但在該年開始因內含的銀價高於面值，民眾不願再用。之後鑄造的1元銀幣多在遠東用作貿易銀元。直到1870年左右，銀價下跌，這種銀幣才再次在美國正常流通。

## 1元金幣（1849至1889年）
因淘金熱採掘了大量黃金，美國國會便打算多用黃金作為貨幣的材料，最後在1849年3月國會授權鑄造1元金幣。其後40年間，共有3款1元金幣面世，分別是1849至1854年的自由女神頭像金幣、1854至1856年的小印第安人頭像金幣及1856至1889年的大印第安人頭像金幣，而它們的背面設計相同，只刻有花環圍繞的面額文字和年份。因黃金價值甚高，導致它們是美國史上最小的硬幣，直徑只有13至15毫米。

## 摩根銀元（1878至1904年；1921年）

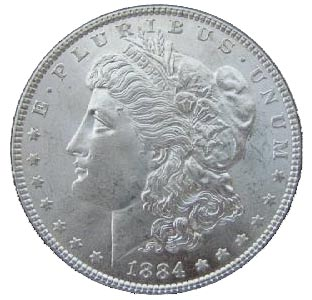
摩根銀元（正面）

摩根銀元在1878年面世，在1905年後停止鑄造，後只在1921年該年再度發行，而這批最後發行的銀元是最常見的。正面是自由女神側面頭像，背面刻有抓住橄欖枝和箭的禿鷹，而每個銀元也有鑄記。摩根銀元的名字來自它的設計者－喬治·摩根 (George T. Morgan)。這種銀元是繼林肯1分之外最熱門的收藏硬幣，因它面積大、設計精美又不昂貴。

## 和平銀元（1921至1928年；1934至1935年）

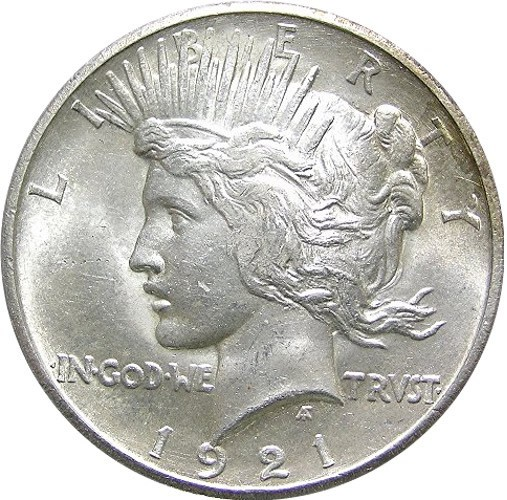
。和平銀元

和平銀元於1921年首次面世，由獎牌設計師安東尼·戴·佛朗西斯（Anthony de Francisci）設計，以紀念協約國與德國、奧地利之間正式簽署的和平條約（此條約結束美國與這兩個國家的敵對關係）。在1922年，鑄幣廠優先生產和平銀元，令該年其他面額的硬幣產量大降。1928年之後銀元的鑄造便暫停了，原本只是計畫中斷一年，但因為大蕭條而延長了停產期。最後，為應付銀元券的儲蓄而於1934年恢復鑄造，但又只維持了兩年。
在1965年，和平銀元被再次鑄造，為數約有30萬枚。不過，發行計畫卻被中止，而所有銀元也被熔掉，只有兩枚樣本被留下作檢驗用途，在1970年它們也被熔掉了，之後也沒有在民間發現這批銀元的蹤跡。現時如果擁有這批硬幣是違法的。

## 發行剩下的銀元：總務管理局拍賣
由於銀幣笨重，除了在美國西部（特別是在19世紀初的賭場，銀幣常用在賭桌和老虎機）外，它們一直極少在市面流通，因此多被運往在華盛頓的財政部庫房保存，為數有過億枚之多。
不過，銀幣在20世紀30至60年代初卻是受歡迎的聖誕禮物，所以每年不少的銀幣也被送到各地銀行供市民換取。在1962年11月，有人在換取途中發現了罕見年份鑄造的銀幣，而且保存狀況良好，所以便吸引收藏家及錢幣商排隊換取。
在1964年3月25日，財政部長宣佈銀元券將不可再兌換銀元。之後，國會在1967年6月24日通過在1年內銀元券仍可兌換銀元，但最後仍剩下3千袋（約3百萬枚）銀幣。這批銀幣被特製膠盒包裝好後，經由總務管理局銷售，但5次銷售的反應也不好，仍留下過百萬枚銀幣。公眾指政府不應搞錢幣生意賺錢。
在1979年情況逆轉了，因為貴金屬市場興旺，銀幣的銷售變得熱烈。在1980年1月2日，總務管理局宣佈改以價高者得的形式拍賣。

## 艾森豪威爾1元（1971至1981年）
艾森豪威尔一元币 - Eisenhower Dollars 图样设计：Frank Gasparro 发行年份：1971-1981年(1975年无发行) 材质成份：银币 : 含银量为40%, 0.3162oz ASW 铜镍币 : 铜镍合金裹铜芯。钱币规格：银币 : 38.1mm，24.590g 铜镍币 : 38.1mm，22.680g 钱币简介：正面图案为美国第34任总统艾森豪威尔像，背面图案则为 " 阿波罗11号 " 航天飞机徽章--登上月球的白头鹰。一般常见的大都为铜镍币。旧金山造币厂(S厂记)于部份年份有发行银质币 ( 1971-S、1972-S、1973-S、1974-S ) 。银质币仅为装帧币作为收藏发行。独立200周年纪念版，正面艾森豪威尔相下方纪年为1776-1976。背面图案为自由钟与月球，由Dennnis R. Williams设计。与普通版本规格相同，并有铜镍、银质两种。

### 引用
1. ↑  穆瑞·羅斯巴德，A History of Banking in the United States

## 外部連結
- Pictures of United States dollar coins
- Comprehensive United States coin reference（页面存档备份，存于）
- United States Small Size Dollar Coins, 1979-Present（页面存档备份，存于）
- US Dollar Virtual Coin Museum
- United States Mint（页面存档备份，存于）
- . The Boston Globe. December 14, 2005  [2007-06-08]. （原始内容存档于2016-03-04）.
- . USA Today. December 15, 2005  [2007-06-08]. （原始内容存档于2012-05-19）.